# SPINA-GR
SPINA-GR ist ein berechneter Biomarker für die Insulinsensitivität. Er ist ein Maß für die Verstärkung des Insulinrezeptors.
Die Berechnungsmethode beruht auf einem zeitdiskreten mathematischen Modell der Insulin-Glukose-Homöostase, das auf der MiMe-NoCoDI-Plattform für die Modellierung endokriner Regelkreise aufbaut.

## Ermittlung
{\displaystyle {\widehat {G}}_{R}} ist von einem mathematischen Modell der Insulin-Glukose-Homöostase und grundlegenden physiologischen Prinzipien hergeleitet. Für diagnostische Zwecke wird der Parameter mit:
{\displaystyle {\widehat {G}}_{R}={\frac {{G}_{1}P(\infty )({D}_{R}+\left[I\right](\infty ))}{{G}_{E}\left[I\right](\infty )[G](\infty )}}-{\frac {{D}_{R}}{{G}_{E}[I](\infty )}}-{\frac {1}{{G}_{E}}}}
aus Insulin- und Glukosekonzentrationen berechnet. Dabei bedeuten:
[I](∞): Nüchtern-Plasmakonzentration für Insulin (μU/ml)

[G](∞): Nüchtern-Blutzucker (mg/dl)

G1: Parameter für die Pharmakokinetik (154,93 s/l)

DR: EC50 für Insulin an seinem Rezeptor (1,6 nmol/l)

GE: Effektorverstärkung (50 s/mol)

P(∞): Konstitutive endogene Glukoseproduktion (150 µmol/s)

### Referenzbereiche
| Untergrenze | Obergrenze | Maßeinheit |
| ----------- | ---------- | ---------- |
| 1,41        | 9,00       | mol/s      |

Die Gleichungen und ihre Parameter sind kalibriert für erwachsene Menschen mit einer Körpermasse von 70 kg bzw. einem Blutplasmavolumen von etwa 2,5 Litern.

## Klinische Wertigkeit

### Validität
Verglichen mit gesunden Versuchspersonen ist SPINA-GR bei Personen mit Prädiabetes und Diabetes mellitus signifikant reduziert. Der Parameter korreliert mit dem M-Wert in Glucose-Clamp-Untersuchungen, der Hautfaltendicke im Trizepsbereich und unter dem Schulterblatt sowie (besser als HOMA-IR und QUICKI) mit der Zwei-Stunden-Glukosekonzentration und dem Glukoseanstieg im oralen Glukosetoleranztest (oGTT), dem Taillen-Hüft-Verhältnis, dem Körperfettgehalt (gemessen mittels DXA) und der HbA1c-Fraktion.

### Klinischer Nutzen
Sowohl in  der FAST-Studie, einer Fall-Kontroll-Studie an 300 Personen aus Deutschland, als auch in der NHANES-Studie hat SPINA-GR klarer zwischen Personen mit und ohne Diabetes mellitus differenziert als HOMA-IR, HOMA-IS und QUICKI.

## Wissenschaftliche Implikationen und andere Anwendungen
Zusammen mit der Sekretionsleistung der Betazellen (SPINA-GBeta) liefert SPINA-GR die Grundlage für die Definition eines statischen Dispositionsindex der Insulin-Glukose-Homöostase (SPINA-DI).
In Kombination mit SPINA-GBeta und Whole-Exom-Sequenzierung hat die Berechnung von SPINA-GR geholfen, eine neue Variante des monogenetischen Diabetes (MODY) zu definieren, die durch eine primäre Insulinresistenz gekennzeichnet ist und von einer Missense-Mutation des Gens für den Ryanodin-Rezeptor Typ 2 (RyR2) (p.N2291D) herrührt.

## Pathophysiologische Bedeutung
In schlanken Personen ist SPINA-GR signifikant höher als in Populationen mit adipösen Personen. In verschiedenen Populationen korrelierte SPINA-GR mit der Fläche unter der Glukosekurve und den 2-Stunden-Konzentrationen für Glukose, Insulin und Proinsulin im oralen Glukosetoleranztest sowie den Konzentrationen für freie Fettsäuren, Ghrelin und Adiponektin sowie der HbA1c-Fraktion.
Bei Acne inversa, einer entzündlichen Hauterkrankung, ist SPINA-GR reduziert. Wenn diese Reduktion nicht durch eine erhöhte Betazellfunktion kompensiert wird, fällt notwendigerweises der statische Dispositionsindex (SPINA-DI) ab, so dass sich ein Diabetes mellitus entwickelt.

## Prädiktive Aspekte
In einer Längsschnittauswertung der NHANES-Studie, einer großen Stichprobe der US-amerikanischen Bevölkerung, über 10 Jahre sagte ein reduzierter statischer Dispositionsindex (SPINA-DI), berechnet als Produkt aus SPINA-GBeta und SPINA-GR, die Mortalität jeglicher Ursache voraus.